# Juvenes Translatores
Juvenes Translatores (lateinisch für „junge Übersetzer“) ist ein Übersetzungswettbewerb für Schüler an weiterführenden Schulen in der Europäischen Union. Er wird seit 2007 jährlich von der Generaldirektion Übersetzung (DGT) der Europäischen Kommission organisiert.

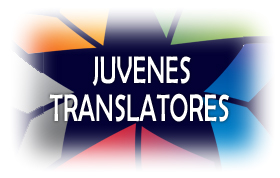

## Ziele
Folgende Aspekte sollen durch den Wettbewerb „Juvenes Translatores“ in den Blickpunkt gerückt werden:
- das Lernen von Fremdsprachen
- die Mehrsprachigkeit
- das Berufsbild Übersetzer

Ziel des Wettbewerbs ist es, junge Leute dafür zu sensibilisieren, dass die Beherrschung von Fremdsprachen für die Kommunikation in Europa und für ein besseres gegenseitiges Verständnis unerlässlich ist. Gleichzeitig wird veranschaulicht, dass unsere Fremdsprachenkenntnisse ausgeweitet werden müssen, wenn die Sprachenvielfalt in Europa erhalten und die Mehrsprachigkeit vorangebracht werden sollen. In diesem Zusammenhang wird auch für den Übersetzerberuf geworben.

## Grundlegende Regeln
Juvenes Translatores findet jährlich statt und richtet sich an Jugendliche, die im Jahr des Wettbewerbs 17 Jahre alt werden. Aufgabe ist es, eine Textseite aus einer der 24 EU-Amtssprachen in eine andere zu übersetzen, wobei theoretisch 552 Sprachkombinationen möglich sind. Als Hilfsmittel sind lediglich Wörterbücher erlaubt, keine Computer oder sonstigen elektronischen Geräte. Schulen in den EU-Mitgliedstaaten können bis zu fünf Schüler jeglicher Nationalität anmelden. Die Anzahl der teilnahmeberechtigten Schulen (insgesamt 751) richtet sich nach der Zahl der Sitze, über die das jeweilige Land im Europäischen Parlament verfügt.

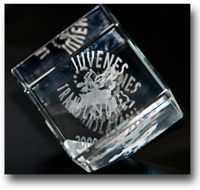
Siegertrophäe des Übersetzungswettbewerbs der Europäischen Kommission: Juvenes Translatores

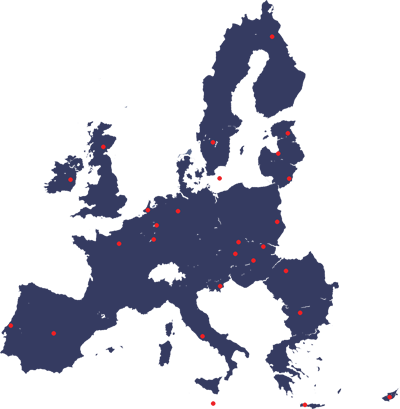
Herkunftsorte der Sieger 2010 im Juvenes-Translatores-Übersetzungswettbewerb der Europäischen Kommission

| EU-Mitgliedstaat       | Anzahl der zur Teilnahme zugelassenen Schulen |
| ---------------------- | --------------------------------------------- |
| Österreich             | 18                                            |
| Belgien                | 21                                            |
| Bulgarien              | 17                                            |
| Kroatien               | 11                                            |
| Zypern                 | 6                                             |
| Tschechische Republik  | 21                                            |
| Dänemark               | 13                                            |
| Estland                | 6                                             |
| Finnland               | 13                                            |
| Frankreich             | 74                                            |
| Deutschland            | 96                                            |
| Griechenland           | 21                                            |
| Ungarn                 | 21                                            |
| Irland                 | 11                                            |
| Italien                | 73                                            |
| Lettland               | 8                                             |
| Litauen                | 11                                            |
| Luxemburg              | 6                                             |
| Malta                  | 6                                             |
| Niederlande            | 26                                            |
| Polen                  | 51                                            |
| Portugal               | 21                                            |
| Rumänien               | 32                                            |
| Slowenien              | 8                                             |
| Slowakei               | 13                                            |
| Spanien                | 54                                            |
| Schweden               | 20                                            |
| Vereinigtes Königreich | 73                                            |
| Insgesamt              | 751                                           |

## Zeitplan

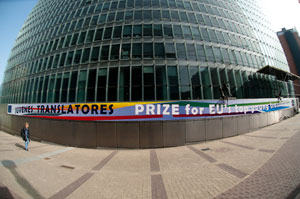
Transparent für den Übersetzungswettbewerb Juvenes Translatores an der Fassade eines Bürogebäudes der Europäischen Kommission in Brüssel

| 1. September– 20. Oktober | Anmeldung zum Wettbewerb über die Homepage von Juvenes Translatores.                                                                                              |
| Ende Oktober              | Auslosung der zur Teilnahme zugelassenen Schulen. |
| Ende November             | Wettbewerbstag: Die Schüler der ausgelosten Schulen legen unter der Aufsicht einer Lehrkraft in allen EU-Mitgliedstaaten gleichzeitig die Übersetzungsprüfung ab. |
| Dezember/Januar           | Übersetzer und Übersetzerinnen der DGT bewerten die eingesandten Arbeiten und küren pro Mitgliedstaat eine Siegerübersetzung.                                     |
| Frühjahr                  | Als Preis erhalten alle 28 Gewinner (einer/eine pro Mitgliedstaat) eine Reise nach Brüssel zur Preisverleihung.                                                   |